# Мастера танца
Мастера танца (итал. maestro di ballo, фр. Maître à danser, maître de danse), также учителя танцев, танцмейстеры (нем. Tanzmeister, Tanzlehrer) — институт профессиональных преподавателей и устроителей танцев в XV—XIX веках, распространившийся по всей Европе (в основном из Италии и Франции). В театре новейшего времени танцмейстер объединил в себе функции хореографа и балетмейстера.

## Функции мастера танца
Мастер танца обязательно присутствовал в домах аристократии, он обучал королей, королев, принцев и принцесс и их пажей бальному церемониалу. Давая фору иному скрипачу-виртуозу, мастер танца аккомпанировал свои уроки карманной скрипкой — в итальянском варианте джигой (итал. giga), во французском варианте пошеттой (фр. pochette — «кармашек»). Со временем во франкоязычной среде пошетта как принадлежность танцмейстера обособилась от смысла «карманности», появились даже пошетты в кобуре в виде трости (фр. canne-pochette).
Наряду с хореографией конкретных танцев придворного балета, мастер танца обучал каллистении (как называли до XIX века телесные упражнения для развития силы и красоты). При больших дворах мастер танца должен был не только преподавать танцевальное искусство, но и организовывать общее движение при исполнении танцев (в русском языке закрепился особый, пришедший через немецкий язык, термин для этого подвида деятельности —  танцмейстер). В театральном искусстве, с приходом нового художественного танца на смену балету, термин танцмейстер вошёл в употребление для отличия от балетмейстера.

## История
Самым первым мастером танца считается Доменико из Пьяченцы, служивший при дворе князей Эсте в Ферраре в XV веке (Италия эпохи Возрождения).
Во Франции, начиная с XV века, мастера танца были включены со скрипачами и прочими «мастерами игры на инструментах» (фр. maitre joueur d'instruments) в единую корпорацию менестрелей — Менестрандизу.
В соседних Испанских Нидерландах институт придворного мастера танцев отмечен при дворе эрцгерцога Альбрехта и инфанты Изабеллы в Брюсселе. С 1599 по 1633 годы Ганс Вермелен обучает танцам придворных пажей, затем его сменяет Эркюль де ла Грен, затем его сын Адам-Пьер.
«Король скрипачей» Гийом Дюмануар, возглавлявший Менестрандизу в 1657—1668 годах, был также мастером танца (в частности, в 1636 году — при дворе штатгальтера мятежной Нидерландской республики в Гааге).
С 1662 года мастера танцев Франции стали переходить из менестрельского цеха под крышу Королевской Академии танца, а их профессия — в разряд придворной.
В 1664 году Дюмануар издаёт памфлет «Брак музыки с танцем, в коем содержится ответ на книгу тринадцати якобы академиков, касающуюся этих двух искусств», связанный с полемикой между ним и мастерами академии. В книге он ратует за сохранение единой менестрельской корпорации для мастеров музыки и танца.
В дальнейшем многие мастера Королевской Академии танца прославились при французском дворе.
В 1700 году мастер танца Рауль Ожер Фёйе написал книгу «Хореография или искусство записи танца с помощью знаков, фигур и демонстрационных символов» (Chorégraphie, ou l'art de décrire la danse par caractères, figures et signes démonstratifs), в которой использовалась старинная форма записи танцев барокко, впервые отмеченная у Антонио Корнацано и Гульельмо Эбрео.
В 1725 году первый учебник по преподаванию танца под названием «Мастер танца» опубликовал Пьер Рамо.